# Sternotherus depressus
Espèce
Statut de conservation UICN

 CR A2bce+4bce : 
En danger critique
Sternotherus depressus est une espèce de tortues de la famille des Kinosternidae.

## Répartition
Cette espèce est endémique d'Alabama aux États-Unis.

## Publication originale
- Tinkle & Webb, 1955 : A new species of Sternotherus with a discussion of the Sternotherus carinatus complex (Chelonia, Kinosternidae). Tulane Studies in Zoology, vol. 3, no 3, p. 53-67 (texte intégral).